# Йон Будай-Деляну
Йон Будай-Деляну (рум. Ioan Budai-Deleanu; 6 січня 1760, Чигмеу, Хунедоара, князівство Трансільванія — 24 серпня 1820, Львів, Австрійська імперія) — румунський греко-католицький, прозаїк, поет, філолог , лінгвіст, етнограф, історик і правознавець. Доктор філософії. Активний учасник «Трансільванської школи». Один з румунських просвітителів.

## Біографія
Син греко-католицького священика. З 1772 року навчався в греко-католицькій богословській семінарії в Блажі, а потім на факультеті філософії Віденського університету (1777-1779). Отримавши філософську, правову і теологічну освіту, зумів захистити докторську дисертацію, що було для корінного румунського населення в ті часи винятковою рідкістю.
В подальшому працював у Відні на посаді псаломщика церкви святої Варвари. Протягом 1780-1785 заявив про себе як про поета. У 1786, покинув австрійську столицю і поїхав до Блажу, де зайняв місце професора і префекта з навчальної роботи в місцевій семінарії. Однак незабаром, не знайшовши порозуміння з місцевими клерикальними колами, залишив Блаж і перебрався до Львова, де з 1788 працював судовим секретарем, а в 1797 або 1798 досяг високого рангу імператорського-королівського крайового радника. Зберігав цей пост до кінця життя.
Незважаючи на те що працював більшу частину життя в Апеляційній палаті, під впливом ідей енциклопедистів і Великої французької революції 1789 Будай-Деляну написав ряд творів з питань права, історії, філософії, педагогіки, етнографії, лінгвістики, літератури.
У 1813 відвідав Буковину і залишив, найбільш змістовний опис старообрядовців цього краю («Короткі зауваження про Буковину». Оригінал роботи був написаний німецькою мовою). До сих пір праця Будай-Деляну широко використовується як джерело переважно румунськими та австрійськими істориками, які черпали з неї відомості про соціально-економічне та культурне життя краю на початку XIX століття.
Він автор першої румунської героїко-іронічній поеми «Циганіада».
Творець однієї з систем переказу румунської мови з кирилиці на латиницю.

## Проза і поезія
- Țiganiada sau Tabăra țiganilor, («Циганіада», Ясси, I, 1875; II, 1877)
- Trei Viteji, (сатирична поема, Бухарест, 1928)

## Лінгвістика
- Temeiurile gramaticii românești, (1812)
- Dascălul românesc pentru temeiurile gramaticii românești, (1957)
- Teoria ortografiei românești cu litere latinești
- Fundamenta grammatices linguae romanicae seu ita dictae valachicae, (1812)
- Lexicon românesc-nemțesc și nemțesc-românesc, (Львів, 1818)
- Scrieri lingvistice, (Бухарест, 1970)

## Історія
- De originibus populorum Transylvaniae
- De unione trium nationum Transylvaniae
- Kurzgefasste Bemerkungen über Bukovina (1894)
- Hungaros ita describerem
- «Hungari vi armorum Transylvaniam non occuparunt»

## Право
- Rândueala judecătorească de obște, (Відень)
- Pravila de obște asupra faptelor rele și pedepsirea (a pedepsirii) lor, (1788)
- Carte de pravilă ce cuprinde legile asupra faptelor rele, (Чернівці, 1807)
- Codul penal, (Львів, 1807)
- Codul civil, (Львів, 1812)
- Pedagogice
- Carte trebuincioasă pentru dascălii școalelor de jos, (Відень, 1786)